# David Jaffe
David Jaffe (Birmingham, 13 aprile 1971) è un autore di videogiochi statunitense.
Attualmente risiede a San Diego. È sposato ed ha due figli.
Ha frequentato l'University of Southern California a Los Angeles e cercò di accedere alla prestigiosa scuola di film dell'università senza riuscire a venirvi ammesso. Dopo aver perseguito per qualche anno il sogno di diventare regista, si è rivolto alla progettazione di videogiochi.
È conosciuto in particolare per aver creato i giochi della serie Twisted Metal (Sony) e God of War. Sia il gioco Twisted Metal: Black, che God of War sono inseriti nella lista che raggruppa i 25 migliori videogiochi di tutti i tempi per PlayStation 2 (Top 25 PS2 Games of All Time) del sito IGN.com (Image Game Network), rispettivamente al nono e al primo posto.

## Opere
- 1994: Mickey Mania (Super NES/Sega Mega Drive/Sega Genesis/Sega CD)
- 1995: Twisted Metal (PSone)
- 1996: Twisted Metal 2 (PSone)
- 2001: Twisted Metal: Black e Kinetica (entrambi PS2)
- 2005: God of War (PS2)
- 2007: God of War II (PS2), Calling All Cars! (PS3)
- 2008: Twisted Metal Head On (edizione extra, PS2)
- 2011: Twisted Metal Nuke (PS3)
- 2017: Drawn to Death (PS4)

Ha inoltre avviato due progetti poi cancellati (Dark Guns, per PSone, e Heartland per PSP).